# (37653) 1994 JJ4
1994 JJ4 (asteroide 37653) é um asteroide da cintura principal. Possui uma excentricidade de 0.08010940 e uma inclinação de 6.02001º.
Este asteroide foi descoberto no dia 3 de maio de 1994 por Spacewatch em Kitt Peak.